# Vårgårda (plaats)
Vårgårda is de hoofdplaats van de gemeente Vårgårda in het landschap Västergötland en de provincie Västra Götalands län in Zweden. De plaats heeft 5041 inwoners (2005) en een oppervlakte van 428 hectare.

## Verkeer en vervoer
Bij de plaats lopen de E20, Riksväg 42, Länsväg 181 en Länsväg 182. De plaats heeft een station.

## Sport

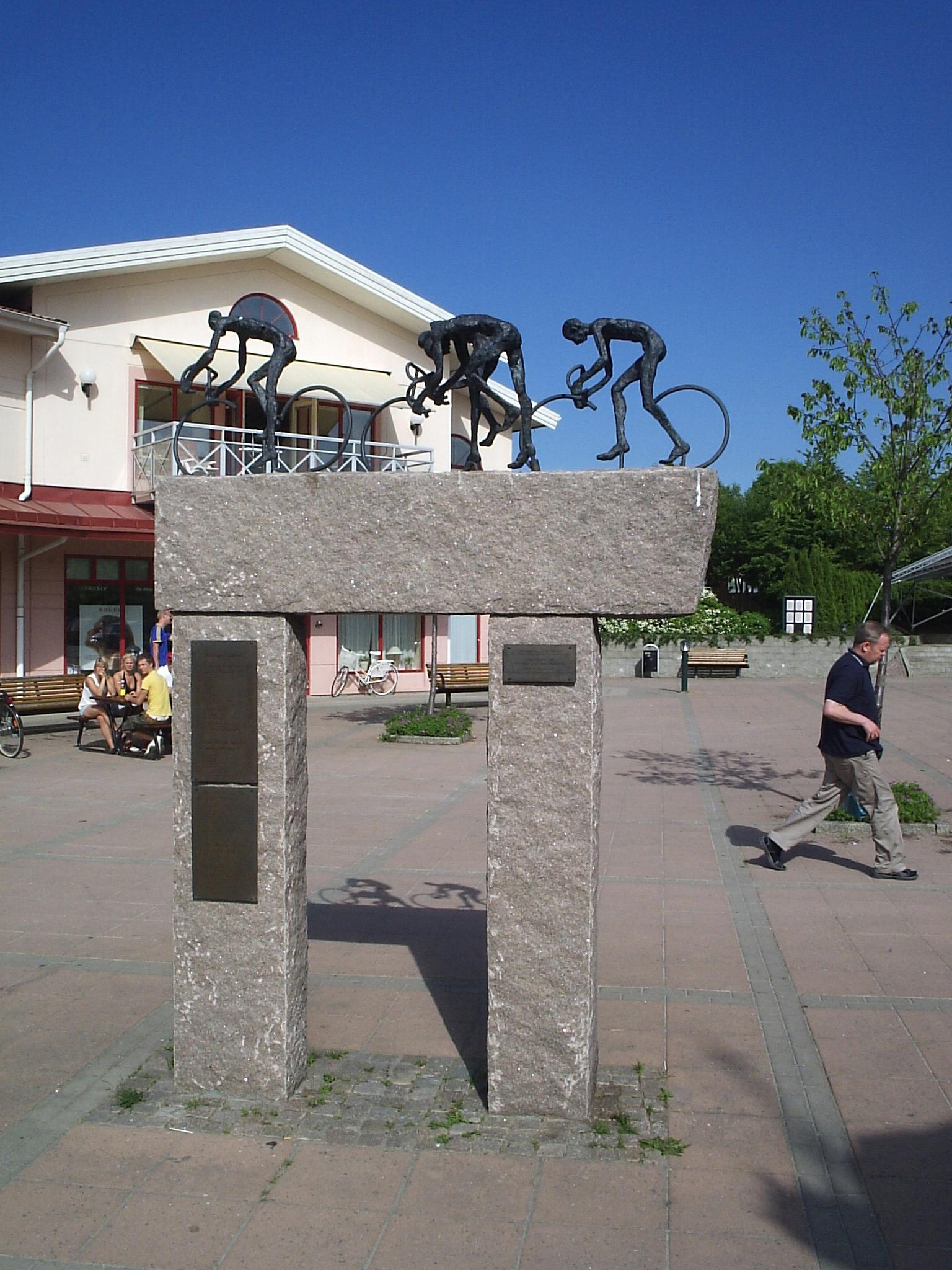
Standbeeld voor de broers Pettersson.

In de buurt van Vårgårda groeiden de gebroeders Pettersson op. De vier broers (Gösta, Sture, Erik en Tomas) waren wielrenner en werden namens Zweden drie jaar achter elkaar wereldkampioen ploegentijdrijden, in 1967, 1968 en 1969. Op de Olympische Zomerspelen 1968 in Mexico behaalden ze de zilveren medaille, achter Nederland. Voor de vier broers staat sinds 2000 een standbeeld in het centrum van Vårgårda.
In Vårgårda wordt vanaf 2006 jaarlijks een wielerwedstrijd voor vrouwen georganiseerd: de Open de Suède Vårgårda. Vanaf 2008 wordt naast een gewone rit in lijn ook een ploegentijdrit georganiseerd, als zelfstandige wedstrijd. Deze ploegentijdrit wordt verreden over een parcours dat de gebroeders Pettersson gebruikten voor hun trainingen.

## Geboren in Vårgårda
- Eric Erickson (1892-1965), honkballer uit de Major League